# The Bell of Penance
The Bell of Penance è un cortometraggio del 1912 diretto da George Melford. Prodotto dalla Kalem Company e interpretato da Carlyle Blackwell e Alice Joyce, il film uscì nelle sale il 26 febbraio 1912.

## Trama
Nel 1820, Henry Fitch giunge nella California spagnola dagli Stati Uniti. Appena arrivato, si trova a dover difendere due signore da una banda. Senza atteggiarsi a eroe per il suo coraggioso comportamento, prosegue il cammino perché vuole presentarsi quanto prima a don Joaquin Carillo. Con sorpresa, nella residenza di Carrillo ritrova anche le due signore. Comincia a corteggiare Josefa, la più giovane, che lo incoraggia. Ma Junipperro Serra, un altro pretendente spagnolo di Josefa, cerca di mettere i bastoni tra le ruote al giovane americano. Ma, inutilmente: i due innamorati riescono a sposarsi, sottraendosi alle manovre di Serra.
Un anno dopo, Josefa e Fitch ritornano al villaggio: Serra, allora, riesce a far imprigionare con un'accusa Fitch.
Padre Vincente suggerisce al giovane la maniera per conquistare l'indulgenza dei tre giudici che lo dovranno giudicare e quella dell'intero villaggio: sostituire la campana della chiesa che era stata rubata anni addietro con una nuova. Quando arriva il momento del processo, si sente da fuori uno scampanio: la clemenza e saggezza della corte chiudono la storia.

## Produzione
Prodotto dalla Kalem Company nel 1912, il film venne girato a Glendale, in California.

## Distribuzione
Il film - un cortometraggi in una bobina - uscì nelle sale il 26 febbraio 1912, distribuito dalla General Film Company che lo rieditò nel 1915, quando la casa di produzione Kalem fu venduta.

### Date di uscita
IMDb
- USA	26 febbraio 1912
- USA	5 giugno 1915	 (riedizione)